# Loewe Island
Loewe Island ist eine 1,1 km lange Insel vor der Ostküste der Adelaide-Insel westlich der Antarktischen Halbinsel. Sie liegt rund 2,5 km nördlich des Mothes Point in der Einfahrt zur Grosswald Bay. Vom Ufer der Bucht ist sie durch einen 1 km breiten Kanal getrennt.
Das UK Antarctic Place-Names Committee benannte sie 2017. Namensgeber ist der deutsche Meteorologe, Glaziologe und Polarforscher Fritz Loewe (1895–1974), unter anderem Teilnehmer an der dritten Grönlandexpedition (1930–1931) des deutschen Polarforschers und Geowissenschaftlers Alfred Wegener.